# Mentzelia pumila
Mentzelia pumila är en brännreveväxtart som först beskrevs av Thomas Nuttall, och fick sitt nu gällande namn av John Torrey och Gray. Mentzelia pumila ingår i släktet Mentzelia och familjen brännreveväxter. Inga underarter finns listade i Catalogue of Life.

## Bildgalleri

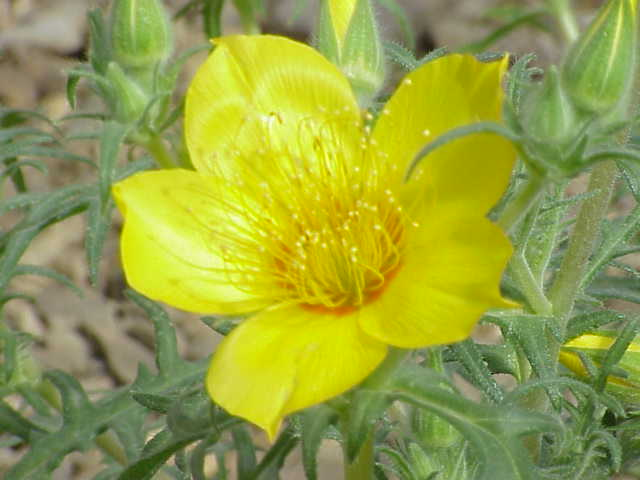